# Gīta Govinda
El Guitá Govinda (segunda mitad del siglo XII) es un texto escrito por el poeta orisano Yaiá Deva.

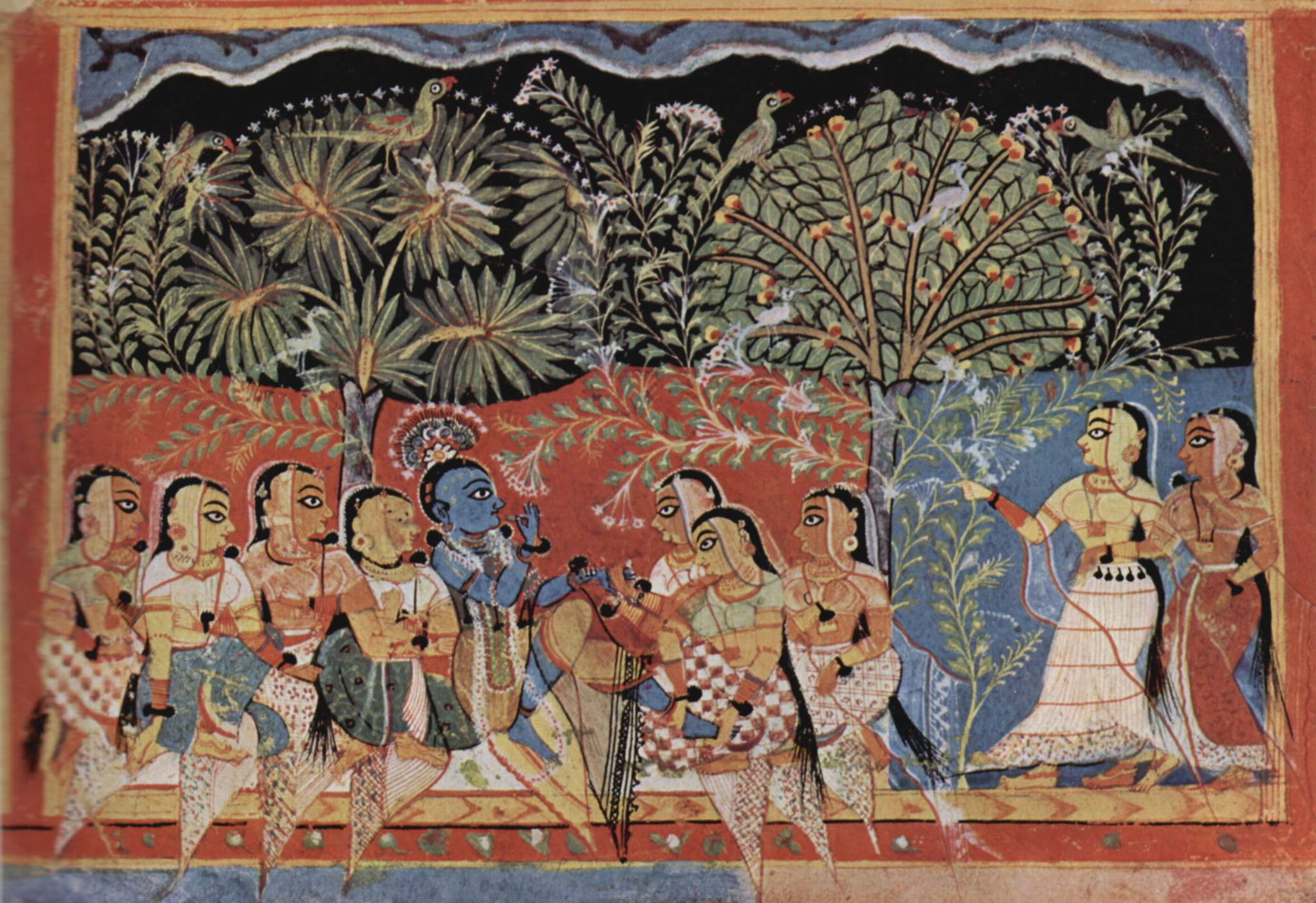
Manuscrito del Guitá Govinda (oeste de la India, 1550 aproximadamente), que muestra a Krisná probando embriagantes nueces de betel con las pastoras gopís.

- gītagovinda, en el sistema AITS (alfabeto internacional de transliteración del sánscrito).
- गीतगोविन्द, en letra devánagari del idioma sánscrito.
- Pronunciación aproximada: Guita góvinda.[2]
- Etimología: ‘Govinda cantado’, o Govinda (‘que da placer a las vacas’ o ‘que cuida las vacas’, el dios pastor Krisná) alabado mediante una canción.

Este poema erótico-místico describe la relación entre el dios pastor adolescente Krisná y las gopís (cuidadoras de vacas) púberes en Vrindavan, y en particular una gopí llamada Radha.
Esta obra tuvo una gran importancia en el desarrollo de las tradiciones bhakti (devoción) del hinduismo.
El Guitá-govinda está organizado en 12 capítulos.
Cada capítulo está subdividido en 24 prabandha. Estos a su vez contienen estrofas organizadas en grupos de ocho, llamadas ashta padis.
El sanscritólogo británico William Jones (1746-1794) publicó la primera traducción al inglés en 1792, donde Kalinga (antiguo nombre del Estado de Orissa) se indica como el país de origen del texto.
Desde entonces, el Guitágovinda ha sido traducido a muchos idiomas de todo el mundo, y se considera uno de los ejemplos más finos de la poesía sánscrita.